# Elaeagnus kanaii
Elaeagnus kanaii — вид квіткових рослин з родини маслинкових (Elaeagnaceae). Поширення: Непал, Індія (Західні Гімалаї).

## Середовище
Росте на висотах 1400–2700 метрів.